# Xác ướp (phim 1999)
Xác ướp (tựa gốc tiếng Anh: The Mummy) là một bộ phim hành động viễn tưởng Mỹ năm 1999 được viết kịch bản và đạo diễn bởi Stephen Sommers với sự tham gia của Brendan Fraser, Rachel Weisz, John Hannah, Kevin J. O'Connor và Arnold Vosloo trong vai xác ướp được hồi sinh. Phim là bản làm lại của bộ phim Xác ướp (1932), với sự tham gia của Boris Karloff trong vai xác ướp. 
Quá trình quay phim bắt đầu tại Marrakech, Maroc vào ngày 4 tháng 5 năm 1998 và kéo dài mười bảy tuần; đoàn làm phim phải chịu đựng tình trạng mất nước, bão cát và rắn khi quay phim ở Sa mạc Sahara. Các hiệu ứng hình ảnh được cung cấp bởi Industrial Light & Magic, công ty này đã pha trộn giữa phim và hình ảnh tạo bởi máy tính để tạo ra xác ướp. Jerry Goldsmith là người cung cấp âm nhạc.
Xác ướp được công chiếu vào ngày 7 tháng 5 năm 1999 và thu về 43 triệu USD từ 3.210 rạp phim trong tuần lễ khai mạc tại Hoa Kỳ; với sự thành công bất ngờ, bộ phim tiếp tục thu về tổng cộng 416 triệu USD trên toàn thế giới. Thành công phòng vé dẫn đến phần tiếp theo năm 2001, Xác ướp trở lại, cũng như một loạt phim hoạt hình, và bộ phim tiền truyện Vua Bọ Cạp. Bảy năm sau, phần thứ ba, Xác ướp: Lăng mộ Tần Thủy Hoàng được công chiếu vào ngày 1 tháng 8 năm 2008. Universal Pictures cũng đã khai trương một tàu lượn có tên Xác ướp trả thù vào năm 2004. Các tiểu thuyết của bộ phim và phần tiếp theo được viết bởi Max Allan Collins.
Bộ phim xoay quanh cô thủ thư Evelyn lóng ngóng, vụng về và anh trai cô, Jonathan, một anh chàng ngốc nghếch hậu đậu không thua gì cô em gái. Evelyn có niềm đam mê về khảo cổ học. Họ đi cùng nhà thám hiểm Rick O'Connell đi đến Hamunaptra, thành phố của người chết. Đồng hành cùng nhóm Rick là một nhóm cao bồi Mỹ nuôi mộng đào kho báu. Ở đó, họ vô tình đánh thức Imhotep, vị Tư Tế Cao cấp từ triều đại của vị vua Seti Đệ Nhất, người đã bị nguyền rủa mãi mãi.

## Nội dung
Tại Thebes, Ai Cập, năm 1290 trước Công Nguyên, vị Tư tế cao cấp Imhotep (Arnold Vosloo nhận vai) có mối tình vụng trộm với Anck-su-Namun (Patricia Velásquez), người tình của Pharaoh Seti Đệ Nhất. Khi Pharaoh phát hiện ra vụ việc, Imhotep và Anck-su-Namun mưu sát Pharaoh. Imhotep bỏ chạy, trong khi Anck-su-Namun tự sát với ý định để Imhotep hồi sinh nàng. Imhotep và các thầy tu của hắn ăn cắp xác của Anck đem đến Hamunaptra (thành phố của người chết, nơi chôn cất gia tài cùng các hoàng tử của Pharaoh), thực hiện nhiều bùa phép để hồi sinh Anck. Nhưng nghi lễ hồi sinh đang dở dang thì Medjai, các vệ sĩ của Pharaoh đã bám theo và bắt quả tang. Các thầy tu đồ đệ của Imhotep đều bị ướp xác sống, trong khi chính Imhotep bị kết án phải chịu Hom Dai, hình phạt độc địa nhất của Ai Cập cổ đại. Imhotep bị cắt lưỡi, chôn sống với bọ hung ăn thịt, phong ấn trong một cái quách, dưới chân bức tượng của thần Anubis và được giám sát chặt chẽ bởi Medjai để ngăn sự trở lại của hắn.
Năm 1926, Jonathan Carnahan (John Hannah) đem chiếc hộp lạ đưa cho em gái mình, Evelyn (Rachel Weisz), một cô thủ thư vụng về ở thư viện Cairo. Bên trong hộp là bản đồ phức tạp dẫn đến Hamunaptra nên đã đem đến cho viện trưởng viện bảo tàng Cairo, một nhà Ai Cập học nhờ giải đáp hộ. Nhưng tung tích về thành phố Hamunaptra vẫn còn mơ hồ, chỉ có người chủ chiếc hộp mới biết rõ. Jonathan thú nhận thật ra trong lúc la cà ở quán rượu, đã trộm chiếc hộp đó từ một gã say xỉn gọi là Rick, nhưng sau đó Rick đã bị vu khống và bắt bỏ tù, đợi lên giàn treo cổ. Tên thật hắn ta là Ricochard O'Connell (Brendan Fraser), người quân nhân đã phát hiện ra thành phố khi đang thám hiểm ở Lữ đoàn Ngoại giao Pháp. 2 anh em đến nhà tù Cairo tìm gặp Rick, Rick nhanh nhảu hôn Evelyn và thỏa thuận rằng sẽ dẫn họ đến Hamunaptra nếu họ tìm cách giúp anh ra khỏi nhà tù. Evelyn giao kèo sẽ chia kho báu cho tay cai ngục để thả tự do cho Rick.
Rick dẫn nhóm bạn Cairo (gồm Evelyn, Jonathan và ông cai ngục) thuê thuyền đi theo dòng sông Nile đến lãnh địa vương quốc Ai Cập cổ. Trên thuyền, họ gặp một nhóm thợ săn kho báu người Mỹ được dẫn đường bởi gã cộng sự hèn nhát của Rick, Beni Gabor (Kevin J. O'Connor), cùng một tay cố vấn khác là nhà nghiên cứu sử học Ai Cập. Họ bị nhóm Medjai dẫn đầu bởi chiến binh Ardeth Bay (Oded Fehr) tấn công dọc đường. Mặc cho Ardeth cảnh cáo yêu cầu họ rời khỏi thành phố, hai nhóm thám hiểm vẫn tiếp tục khai quật. Evelyn tìm kiếm cuốn sách nổi tiếng (Quyển sách của Amun-Ra), một cuốn sách làm bằng vàng nguyên chất. Nhưng không tìm ra cuốn sách, mà chỉ tìm thấy quan tài Imhotep bị chôn vùi bên dưới bức tượng Anubis.
Trong khi đó, nhóm cao bồi Mỹ khám phá ra Quyển sách của Cái chết, kèm theo những chiếc lọ mang các nội tạng được bảo quản của Anck-su-Namun. Bọn họ đều đạt được mục đích: gã cai ngục trong nhóm Evelyn cạy được một số châu báu trên tường, ông cố vấn đã tìm thấy quyển sách giá trị đó; Beni nhận được tiền thù lao; còn nhóm cao bồi lấy được những chiếc bình có giá trị nếu ở chợ đen. Tuy nhiên, cuộc thám hiểm bắt đầu có mùi chết chóc vì khu vực này bị người Ai Cập cổ cài bẫy nhan nhản, khiến ông cai ngục của nhóm Evelyn và vài thợ phu đào vàng của nhóm Mỹ bỏ mạng.
Vào ban đêm, họ vô tình kích hoạt lời nguyền Hom-Dai khi mở chiếc ruơng cổ vật. Evelyn lén trộm Quyển sách của Cái chết và đọc to một trang, vô tình đánh thức Imhotep. Hắn điên cuồng truy lùng những người bị nguyền, làm một người Mỹ bị thương nặng và những con bọ ăn thịt sổng chuồng sát hại nhiều phu đào vàng thuê của nhóm người Mỹ. Tộc Medjai xuất hiện kịp thời cứu đoàn thám hiểm trở về Cairo an toàn. Nhưng Imhotep đã dụ được tên Beni phục tùng cho hắn và bám theo họ đến Cairo.
Imhotep trở lại với sức mạnh đầy đủ bằng cách giết chết các thành viên của nhóm cao bồi Mỹ từng người một, những người đã mở cái rương chứa quyển sách, và đưa 10 dịch bệnh cổ trở lại Ai Cập. Để tìm cách ngăn Imhotep, Rick, Evelyn và Jonathan gặp Ardeth tại viện bảo tàng. Ardeth đưa ra giả thuyết rằng Imhotep muốn hồi sinh Anck-su-Namun và lên kế hoạch làm như vậy bằng cách chọn Evelyn là vật hiến tế. Evelyn tin rằng nếu Quyển sách của Cái chết mang Imhotep sống lại, thì Quyển sách của Sự sống có thể giết hắn một lần nữa, và suy ra nơi ở của cuốn sách. Imhotep bao vây cả nhóm bằng một đội quân nô lệ. Evelyn miễn cưỡng đi cùng Imhotep nếu hắn tha cho những người còn lại.
Imhotep, Evelyn, và Beni trở lại Hamunaptra, còn Rick, Jonathan, và Ardeth theo sau. Imhotep chuẩn bị hiến tế Evelyn, nhưng sau một trận chiến dữ dội giữa Rick và các thầy tu xác ướp của Imhotep, cô được giải cứu. Khi Evelyn đọc Quyển sách của Sự sống, Imhotep bị tước quyền năng, và Rick đâm hắn trọng thuơng rồi hất hắn vào Dòng sông Tử thần. Khi đang tham lam trộm kho báu từ kim tự tháp, Beni vô tình khởi động một cái bẫy cổ và bị mắc kẹt với một đám bọ hung ăn thịt, Hamunaptra sau đó sụp đổ vào cát. Ardeth thoát chết và tạm biệt họ rồi trở về bộ lạc, Rick và Evelyn hôn nhau và cùng Jonathan tiến vào hoàng hôn trên một cặp lạc đà đầy châu báu của Beni.

## Diễn viên
- Brendan Fraser vai Richard "Rick" O'Connell

Một nhà thám hiểm người Mỹ từng phục vụ trong Quân đoàn Ngoại giao Pháp. Nhà sản xuất James Jacks đã muốn đưa vai Rick O'Connell cho Tom Cruise, Brad Pitt, Matt Damon và Ben Affleck nhưng các diễn viên này không hứng thú hoặc không thể sắp xếp lịch trình phù hợp. Jacks và đạo diễn Stephen Sommers rất ấn tượng với doanh thu mà George of the Jungle có được tại phòng vé và kết quả là họ chọn Brendan Fraser; Sommers cũng bình luận rằng anh cảm thấy Fraser phù hợp với nhân vật anh hùng rơm của Errol Flynn mà anh đã hình dung một cách hoàn hảo. Nam diễn viên hiểu rằng nhân vật của anh "không coi bản thân mình quá nghiêm túc, nếu không khán giả sẽ bỏ qua anh trên chuyến hành trình".
- Rachel Weisz vai Evelyn "Evie" Carnahan

Một nhà Ai Cập học hậu đậu nhưng thông minh. Evelyn thực hiện chuyến thám hiểm Hamunaptra để khám phá một cuốn sách cổ đại, để chứng tỏ mình với bạn bè. Nhân vật được đặt tên để tưởng nhớ Quý bà Evelyn Carnarvon, con gái của nhà Ai Cập học nghiệp dư, Bá tước Carnarvon, cả hai đều có mặt tại lễ khai mạc lăng mộ của Tutankhamen vào năm 1922. Rachel Weisz không phải là một fan hâm mộ lớn của phim kinh dị nhưng không nghĩ bộ phim này như vậy.
- Arnold Vosloo vai Imhotep

Tư Tế Cao cấp của Pharaoh và một trong những cố vấn đáng tin cậy nhất của Pharaoh Seti Đệ Nhất, Imhotep phản bội chủ nhân của mình vì tình yêu dành cho Anck-su-namun. Hắn bị nguyền rủa và bị giết từ từ vì tội phản quốc của mình, nhưng được hồi sinh 3.000 năm sau đó. Nam diễn viên người Nam Phi Vosloo hiểu cách tiếp cận của Sommers trong phần kịch bản của mình, "Từ quan điểm của Imhotep, đây là phiên bản sai lệch của Romeo và Juliet".
- John Hannah vai Jonathan Carnahan

Anh trai của Evelyn, có mục tiêu chính là làm giàu; anh tham gia chuyến đi đến Hamunaptra sau khi biết được từ Evelyn rằng thành phố này được cho là nơi mà các vị vua cổ đại giấu "kho báu của Ai Cập". Jonathan cũng là kẻ trộm; anh đánh cắp chìa khóa từ Rick và cũng lấy được chiếc chìa khóa đó từ Imhotep trong trận chiến đỉnh điểm của bộ phim.
- Kevin J. O'Connor vai Beni Gabor

Một cựu chiến binh trong Quân đoàn Ngoại giao Pháp, như Rick. Beni bị ám ảnh bởi sự giàu có, nhưng cũng cực kỳ hèn nhát; hắn phản bội cộng sự của mình khi phải đối mặt với cơn giận dữ của Imhotep. Nhưng Imhotep cũng cho hắn làm đầy tớ của mình sau khi nhận ra Beni cầu nguyện bằng "ngôn ngữ của nô lệ Do Thái".
- Jonathan Hyde vai Tiến sĩ Allen Chamberlain

Một nhà Ai Cập học người Anh nổi tiếng dẫn đường đoàn thám hiểm Mỹ.
- Oded Fehr vai Ardeth Bay

Một Medjai và người bảo vệ của thành phố.
- Erick Avari vai Tiến sĩ Terence Bey

Người quản lý bảo tàng và cũng là một Medjai.
- Patricia Velásquez vai Anck-Su-Namun

Người tình bí mật của Imhotep và tình nhân của Pharaoh Seti Đệ Nhất. Không một người đàn ông nào khác được phép chạm vào nàng.
- Bernard Fox vai Đội trưởng Winston Havelock

Một đồng minh của Rick và cũng là phi công chuyên nghiệp phục vụ trong Quân đoàn Không lực Hoàng gia trong Thế chiến thứ nhất.
- Omid Djalili vai Gad Hassan

Một người cai ngục ở nhà tù Cairo, người thả Rick ra khỏi nhà tù sau khi được hứa cho một phần của bất kỳ kho báu nào Evelyn và Jonathan tìm thấy ở thành phố của người chết, và đồng hành cùng họ trong chuyến thám hiểm để bảo vệ nguồn đầu tư của mình.
- Stephen Dunham, Corey Johnson, và Tuc Watkins vai Isaac Henderson, David Daniels và Bernard Burns

Lần lượt ba thợ săn kho báu người Mỹ.